# Chaerocina jordani
Chaerocina jordani är en fjärilsart som beskrevs av Emilio Berio 1938. Chaerocina jordani ingår i släktet Chaerocina och familjen svärmare. Inga underarter finns listade i Catalogue of Life.